# Lac Julian
Lac Julian är en sjö i Kanada.   Den ligger i regionen Nord-du-Québec och provinsen Québec, i den östra delen av landet, 1 000 km norr om huvudstaden Ottawa. Lac Julian ligger 147 meter över havet. Arean är 99 kvadratkilometer. Den sträcker sig 9,8 kilometer i nord-sydlig riktning, och 31,0 kilometer i öst-västlig riktning.
Omgivningarna runt Lac Julian är i huvudsak ett öppet busklandskap. Trakten runt Lac Julian är nära nog obefolkad, med mindre än två invånare per kvadratkilometer.